# Даніела Мак
Даніела Мак (ісп. Daniela Mack; 6 квітня 1982, Буенос-Айрес, Аргентина) — американська оперна співачка (мецо-сопрано).

## Біографія
Даніела Мак народилася 6 квітня 1982 року у Буенос-Айресі та прожила у столиці Аргентини перші 6 років. Далі родина Даніели переїхала до Х'юстона. Мак почала вивчати гру на піаніно в Аргентині (останні 15 хвилин заняття Даніела займалася співом). У семирічному віці Мак вперше побачила оперну виставу (Травіата). Закінчила Університет штату Луїзіана.